# Казанский зооботанический сад
Казанский зооботанический сад (тат. Казан зооботаник бакчасы) — старейший зоопарк в России и один из старейших зооботсадов в Европе. Находится в центре, Вахитовском и Приволжском районах Казани между улицей Хади Такташа и протокой между озёрами Нижний (Ближний) и Средний (Дальний) Кабан, а также у начала озера Средний Кабан.

## История

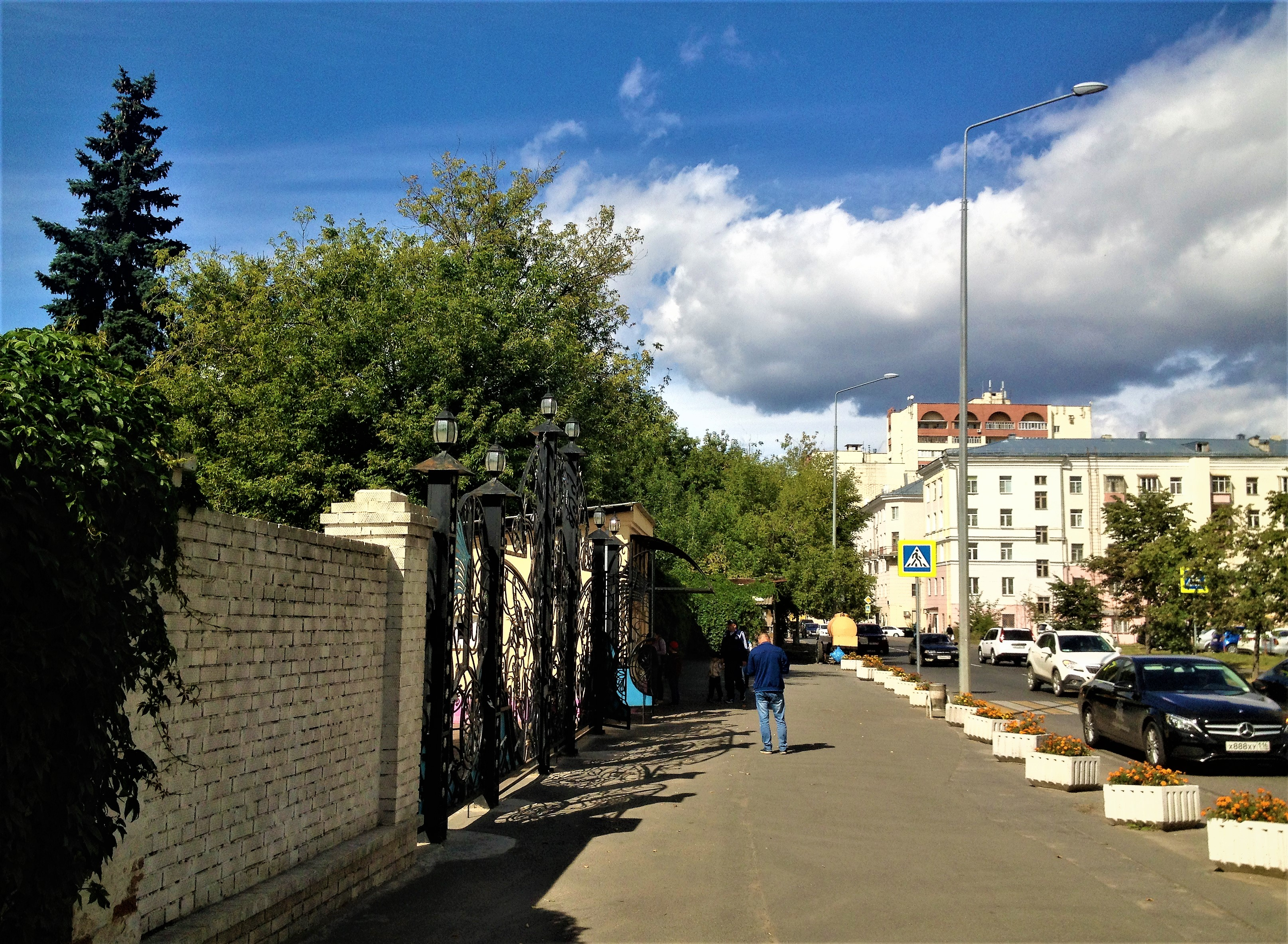
Вход (до реконструкции)

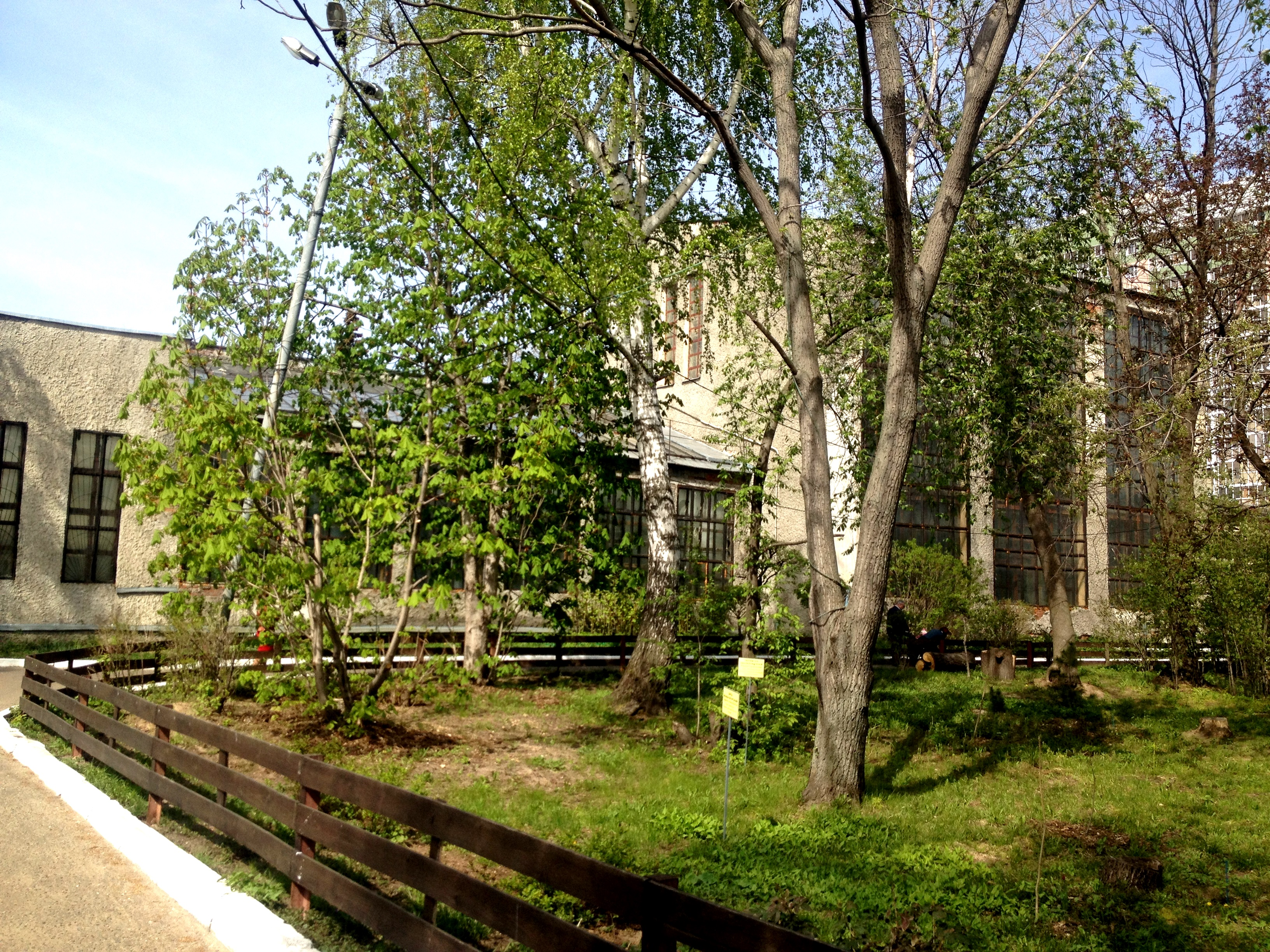
Здание ботсекции

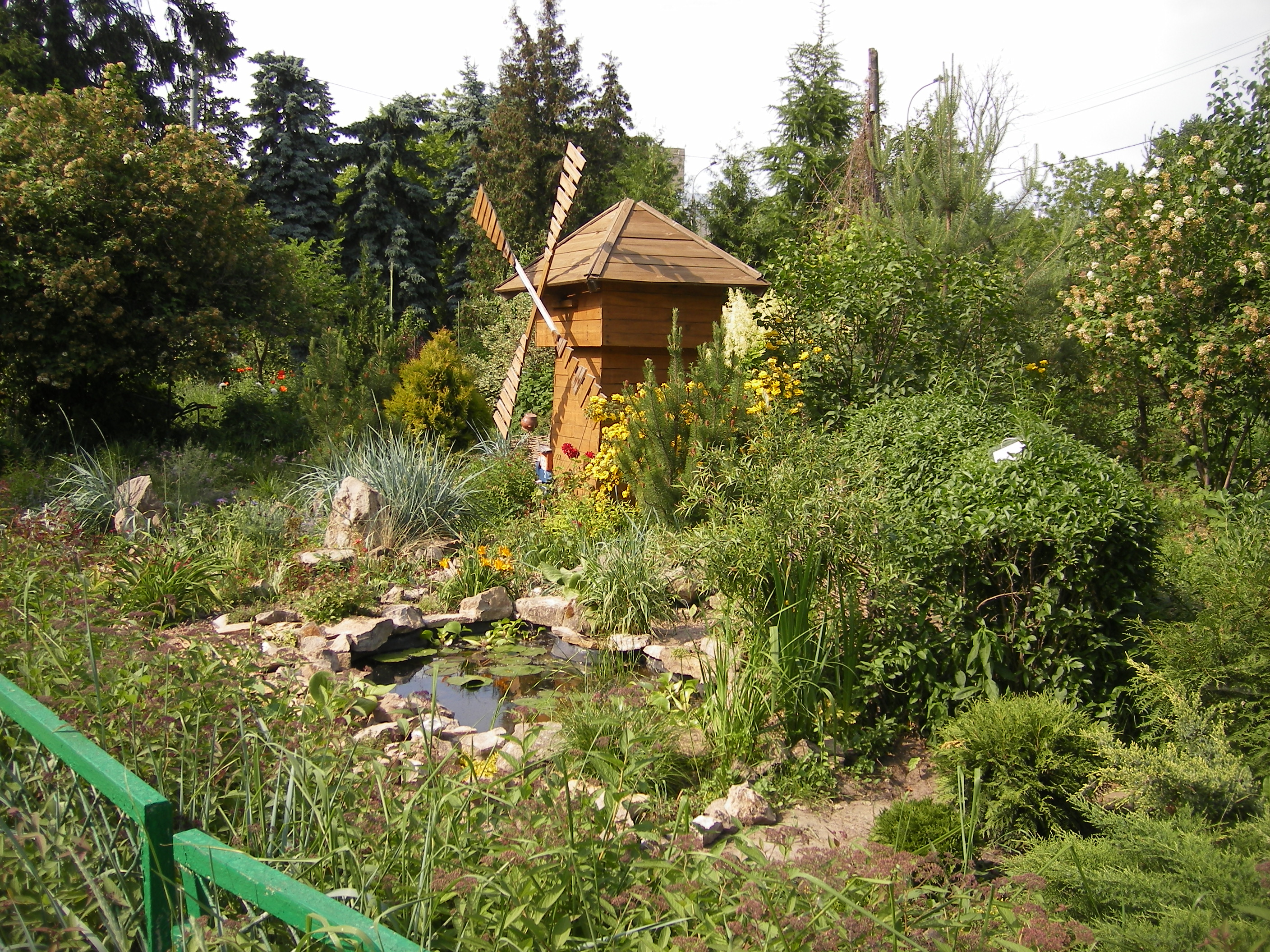
Входной сад в ботсекции

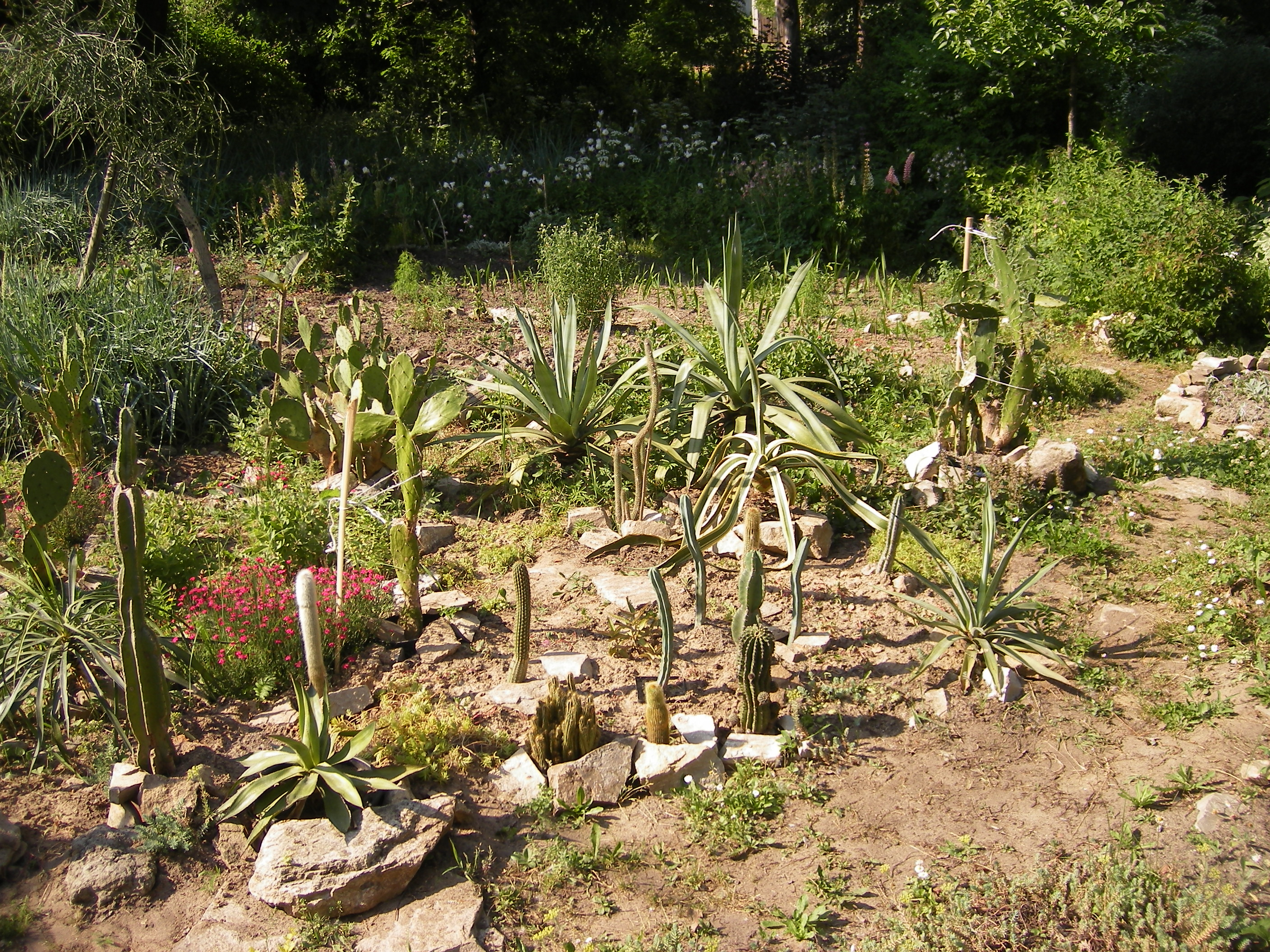
Мексиканский сад в ботсекции

Оранжерея в ботсекции

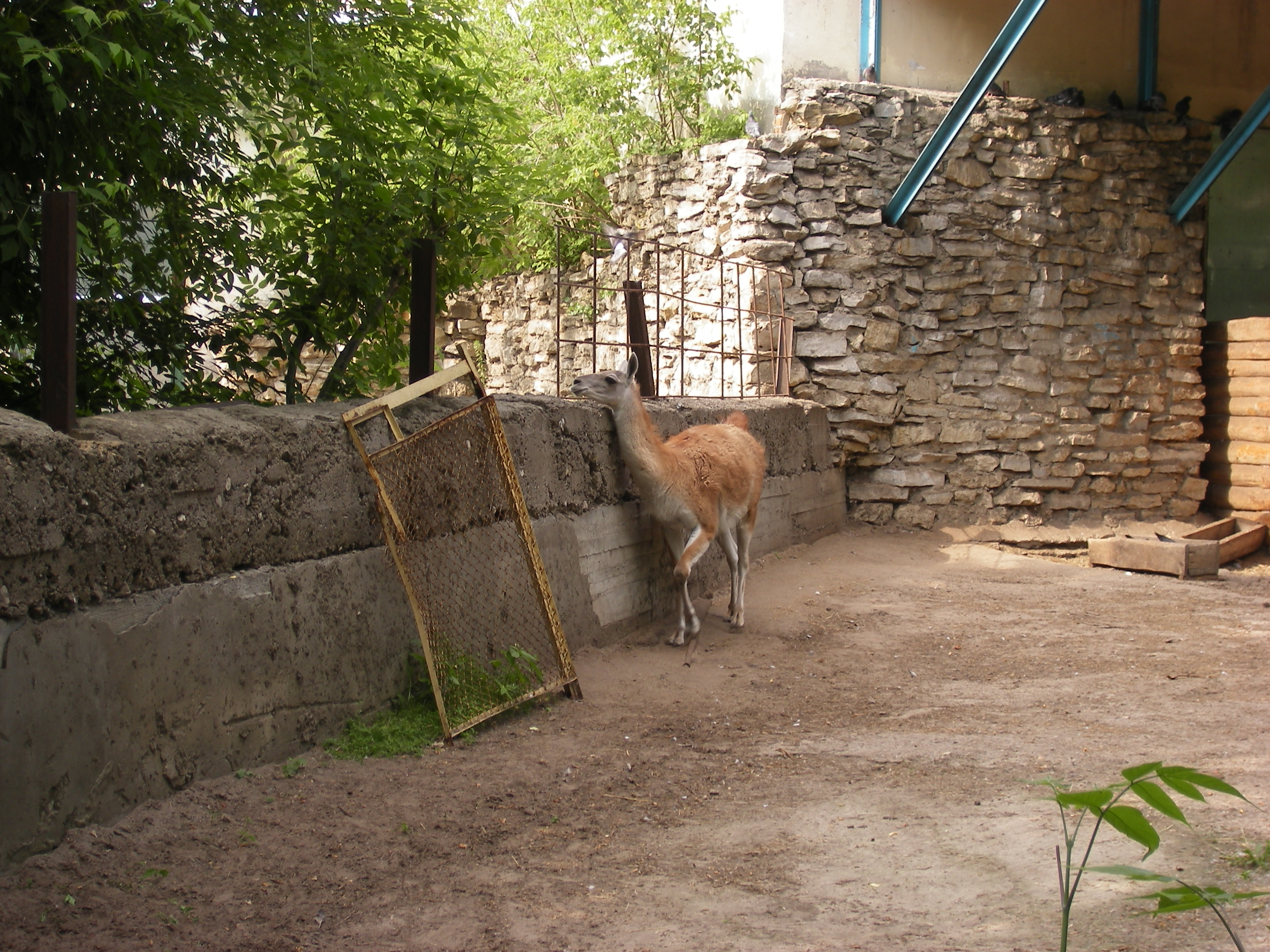
Одна из площадок зоосекции

Был основан при Императорском Казанском университете в 1806 году Карлом Федоровичем Фуксом, а в 1829 году были приобретены прибрежные участки на берегу озера Кабан для закладки ботанического сада площадью 6,7 га. В 1834 году возвели оранжерею, и ботанический сад открылся для посещения.
8 ноября 1925 года состоялось открытие маленького зоосада, разместившегося во дворе Центрального музея (ул. Чернышевского, 2).
В 1931 году ботанический сад объединили вместе с зоосадом при Центральном музее Татарской Автономной Советской Социалистической Республике в одно учреждение, которое стало называться Зооботаническим садом.
В 1996 году зооботсад стал действительным членом Европейской ассоциации зоопарков и аквариумов (EAZA), с марта 1997 года является действительным членом Евро-Азиатской региональной ассоциации зоопарков и аквариумов (ЕАРАЗА).
Летом 2009 года в Казанском зоопарке был открыт детский контактный зоопарк «Лукоморье», в 2011 году - реабилитационно-оздоровительный центр «ВзаимоПОНИмание».
На рубеже 2000-х/2010-х годов было принято решение о радикальной реконструкции с возможным переносом зооботсада. Рассматривались новые места для зооботсада в районах города вдоль реки Казанка в заречном Ново-Савиновском районе города, однако, в итоге было принято решение об оставлении зооботсада на прежнем месте в центре города с расширением территории секцией «Река Замбези» на 7 гектаров за Южным внутригородским железнодорожным ходом в сторону Гребного канала (Федерального спортивно-тренировочного центра по гребным видам спорта) и секцией дендропарка по другую сторону от протоки до Технической улицы.
Реконструкция началась в 2015 году. Популяция животных увеличивается на несколько десятков. В 2019 году полностью открылась после реконструкции часть экспозиции на прежней территории. В 2020 году открылась полностью новая зона «Река Замбези».

## Современное состояние
В настоящее время в зоологической коллекции насчитывается более 160 видов животных, более 4000 экземпляров, в ботанической коллекции насчитывается более 100 видов растений, около 6000 экземпляров.
В ботанической коллекции насчитывается 500 видов и культиваров закрытого и 203 открытого грунтов, всего 5941 экземпляр. Из них 20 видов включены в Международную Красную книгу.
Зооботсад поддерживает связь с 50 зоопарками и ведёт переписку с 30 ботаническими садами ближнего и дальнего зарубежья. Входит в состав Уральского отделения Совета ботанических садов Урала и Поволжья РАН, сотрудничает с Международным советом ботанических садов по охране растений (BGCI).
Наиболее прогрессивно развитой формой просвещения в зооботсаду является экскурсионно-лекционная и научно-исследовательская работа. Эта работа складывается из экскурсий и лекций по территории зоопарка, лекций с демонстрацией животных вне его территории, тематических дней и других мероприятий. Зооботсад работает над реализацией республиканской программы «Развитие экологического образования и воспитания».
Зооботсад успешно размножает некоторые редкие виды животных и растений. Совместно с Центральным лесным заповедником зооботсад проводит научную работу по возвращению в природу бурых медвежат, рождённых в неволе. Данная работа не имеет аналогов в мировой практике. Отрабатывается методика разведения белых медведей. За период с 1979 по 1996 год родилось 15 белых медвежат, из которых выращено 12 — это высокий показатель выживаемости молодняка.
Зооботсад участвует в международных программах по сохранению 4 видов редких птиц (орлан-белохвост, орёл-могильник, белоплечий орлан, чёрный гриф). Ведётся работа по разведению и сохранению хищных птиц, совместно с Волжско-Камским заповедником, отрабатываются методики по изучению и сохранению редких видов. Изучается биология разведения в неволе хищных птиц в сотрудничестве с биологическим факультетом КГУ, в 1991 году получен приплод от орлов могильников — это второй случай в мире после зоопарка Познани (Польша). Совместно с Горзеленхозом расселяются птицы на озера города (выпуск лебедей на протоку Булака). С институтом экологии АН РТ и Министерством экологии ведутся разработки по ведению Красной книги.
Действуют благотворительный фонд «Зарождение» и программы опекунства «Возьми опеку над животными» и «Друг зоопарка» с помощью от любых желающих юридических и физических лиц. Опекуны, шефствующие над определенными животными и растениями, указываются на табличках, где они содержатся, а также получают скидки и возможности преимущественного участия в различных программах и акциях.
Организован реабилитационно-оздоровительный центр «ВзаимоПОНИмание», где для детей, больных, лиц с ограниченными возможностями практикуется иппотерапия и зоотерапия.
Для детей действует кружок юных натуралистов «Барсята».
Устраиваются тематические праздники, парки снежных фигур и другие массовые мероприятия и акции.

## Основные зоны
- Зона африканской саванны «Река Замбези»
- Зона дендрария - ботанический сад с оранжереей и экзотариумом
- Зона «река Уссури»
- Зона «озеро Байкал»
- Зона «остров Врангеля»
- Реабилитационно-оздоровительный центр «ВзаимоПОНИмание»

Экспозиции животных:
- Обезьянник
- Барсятник
- Кошачий ряд и львятник
- Медвежатник
- Кенгуру
- Бегемотник
- Мелкие хищники
- Копытный ряд
- Хищные птицы
- Попугаи
- Озеро водоплавающих птиц (в протоке)
- Фазаны, павлины и другие птицы
- Летние вольеры
- Площадка молодняка